# Skórniczka kasztanowobrązowa

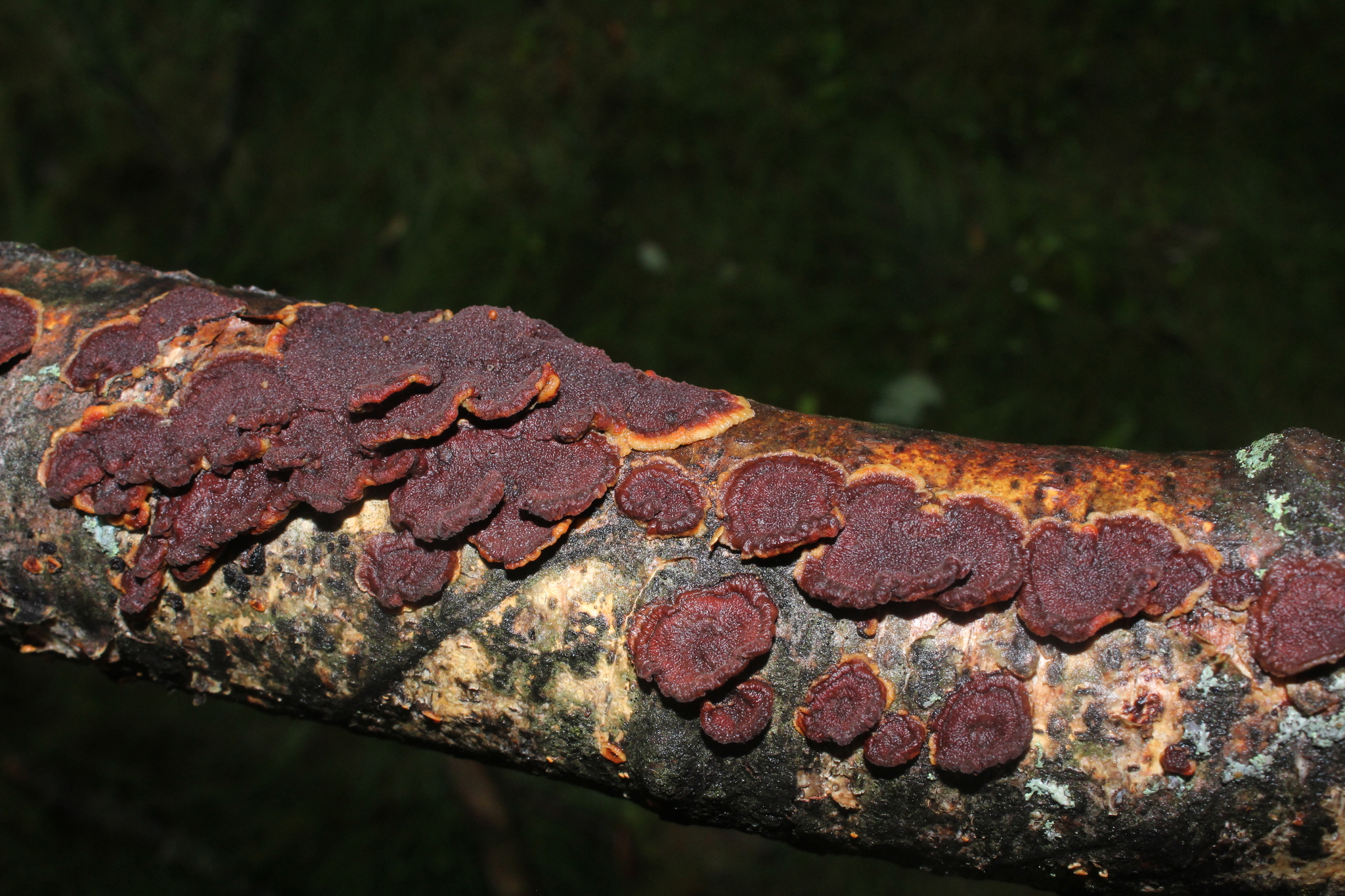

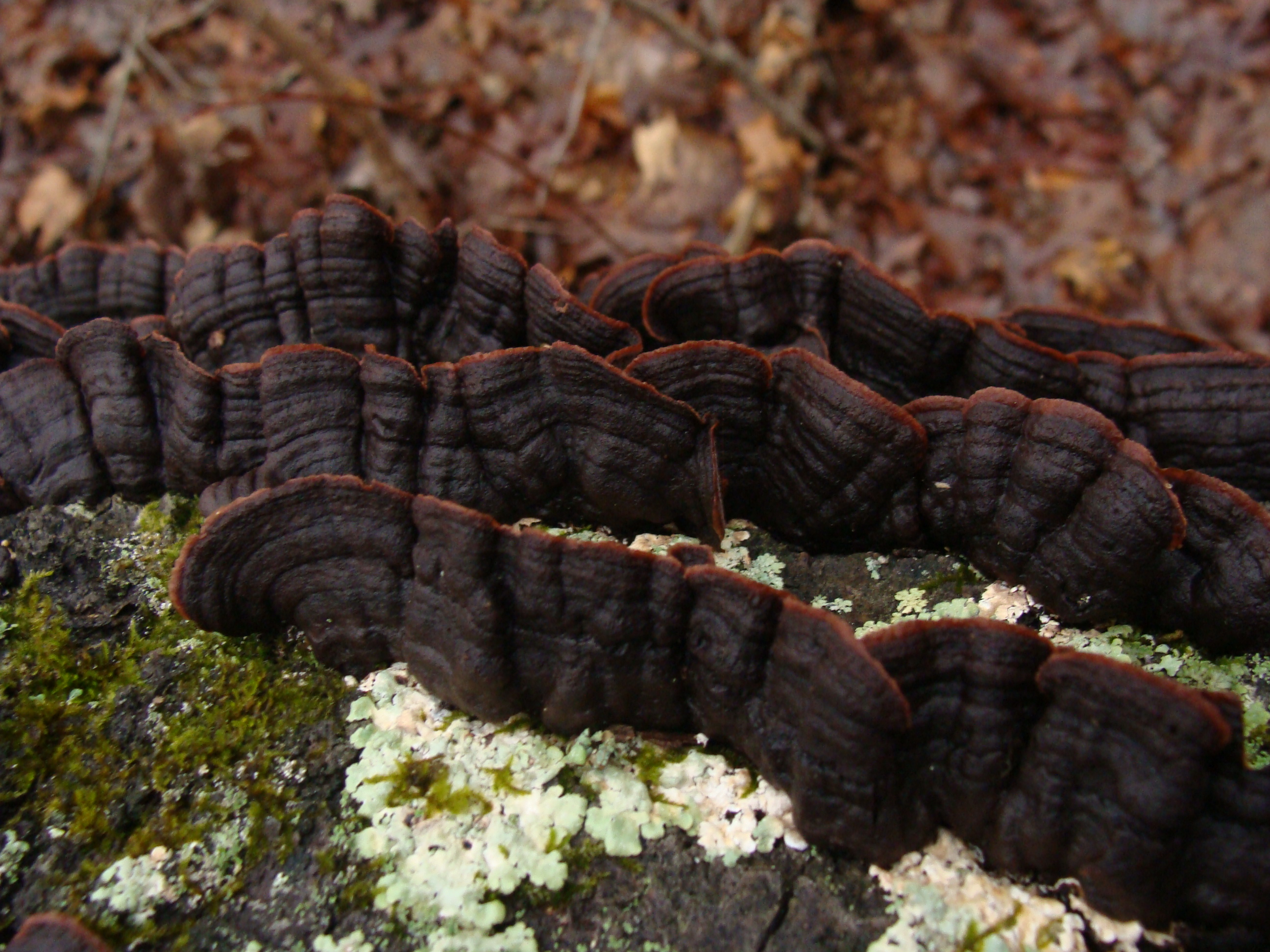

Skórniczka kasztanowobrązowa (Punctularia strigosozonata (Schwein.) P.H.B. Talbot) – gatunek grzybów z rodziny Punctulariaceae.

## Systematyka i nazewnictwo
Pozycja w klasyfikacji według Index Fungorum: Punctulariaceae, Corticiales, Incertae sedis, Agaricomycetes, Agaricomycotina, Basidiomycota, Fungi.
Po raz pierwszy takson ten opisał w 1832 r. Lewis David von Schweinitz nadając mu nazwę Merulius strigonozonatus. Obecną, uznaną przez Index Fungorum nazwę, nadał mu Patrick Henry Brabazon Talbot w 1958 r.
Ma 22 synonimy. Niektóre z nich:
- Phaeophlebia strigosozonata (Schwein.) W.B. Cooke 1956
- Stereum strigosozonatum (Schwein.) G. Cunn. 1956[2].

Polską nazwę zaproponował Władysław Wojewoda w 2003 r.

## Morfologia
Owocnik
Jednoroczny, rozpostarty lub rozpostarto-odgięty. Górna powierzchnia strefowana niewyraźnymi prążkami, jasno i ciemnobrązowa do czarnej, aksamitnie owłosiona z jaśniejszym brzegiem. Dolna powierzchnia gładka lub nierówna (guzkowata lub prążkowana), ciemnobrązowa, ciemnoczerwono-brązowa, fiołkowa, do szarej. W stanie świeżym galaretowaty, po wyschnięciu twardy i ciemniejszy. Stare okazy zielnikowe mają spód przeważnie czarniawy, a górną powierzchnię z ciemnobrązowymi i czarnymi strefami; czasami brzeg pozostaje brązowy
Cechy mikroskopowe
System strzępkowy monomityczny, strzępki ze sprzążkami, ale w tramie strzępki grubościenne z rzadkimi sprzążkami i rozgałęzieniami, co może sprawiać wrażenie, że jest to system dimityczny. Kluczową cechą mikroskopową są dendrohyfidy, czyli rozgałęzione komórki końcowe wśród podstawek. Zarodniki nieamyloidalne. Cystyd brak.
Gatunki podobne
Skórniczka kasztanowobrązowa jest bardzo podobna do przedstawicieli rodzaju Phlebia (żylak), zwłaszcza do żylaka promienistego (Phlebia radiata). Jest on jaśniejszy, ma barwę od czerwonej do pomarańczowej i rzadko ma odgięty brzeg. Gatunki z rodzaju Stereum (skórnik) mają bardziej skórzasty miąższ, są jaśniejsze, a w ich strzępkach brak sprzążek. Szczeciniak rdzawy (Hymenochaete rubiginosa) ma szczecinki i strzępki bez sprzążek.

## Występowanie i siedlisko
Występuje na wszystkich kontynentach poza Antarktydą. W Polsce w 2003 r. W. Wojewoda przytoczył trzy stanowiska, w tym jedno dawne (1903 r.). Znajduje się na Czerwonej liście roślin i grzybów Polski. Ma status E – gatunek wymierający, którego przeżycie jest mało prawdopodobne, jeśli nadal będą działać czynniki zagrożenia. Aktualne stanowiska podaje internetowy atlas grzybów.
Występuje w lasach mieszanych i liściastych na martwym drewnie drzew liściastych, zwłaszcza na topoli osice i wierzbie iwa, ale znaleziono go także na dębie i orzeszniku. Powoduje białą zgniliznę drewna. Rozwija się od wiosny do jesieni.